# کارخانه موتور یاروسلاول
 اوتو دیزل یا کارخانه موتور یاروسلاول یا YaMZ واقع در یاروسلاول، روسیه، یک شرکت سهامی آزاد و شرکت تابعه گروه GAZ است که موتورهای دیزل کامیون و اتوبوس همچنین موتورهای دیزل دریایی (کشتی) را برای شرکت‌های روسی، اوکراینی و بلاروسی تولید می‌کند.